# Інженерне (станція)
Інженéрне — проміжна залізнична станція Запорізької дирекції Придніпровської залізниці на неелектрифікованій лінії Запоріжжя II — Пологи між станціями Новокарлівка (7 км) та Пологи (10 км). Розташована в однойменному селі Пологівського району Запорізької області.

## Історія
Станція відкрита 1934 року на вже діючій лінії Запоріжжя — Пологи. До 20 червня 2023 року мала назву Челюскін.
З січня 2022 року  начальником станції Челюскін працювала Галина Батієвська. Всього ж вона працювала черговою по станції майже 40 років.
7 березня 2022 року до її будинку в Пологах увірвалися російські окупанти і застрелили залізничницю.

## Пасажирське сполучення
З початком російського вторгнення в Україну рух поїздів через станцію тимчасово припинено.